# Эдер, Эльфи
Эльфрид "Эльфи" Эдер (нем. Elfriede "Elfi" Eder, род. 5 января 1970 года, Леоганг) — австрийская горнолыжница, призёрка олимпийских игр и чемпионата мира, победительница этапов Кубка мира. Наиболее успешно выступала в слаломе. Сестра горнолыжницы Сильвии Эдер.
В Кубке мира Эдер дебютировала 2 декабря 1990 года, в ноябре 1995 года одержала свою первую в карьере победу на этапе Кубка мира, в слаломе. Всего имеет на своём счету 3 победы на этапах Кубка мира, все в слаломе. Лучшим достижением в общем зачёте Кубка мира, является для Эдер 11-е место в сезоне 1995/96, в том же сезоне она завоевала малый Хрустальный глобус в зачёте слалома.
На Олимпийских играх 1994 года в Лиллехаммере завоевала серебро в слаломе, 0,34 секунды проиграв чемпионке швейцарке Френи Шнайдер, и 0,26 секунды выиграв у ставшей третьей словенки Кати Корен.
За свою карьеру участвовала в трёх чемпионатах мира, на чемпионате мира 1993 года завоевала бронзовую медаль в слаломе.
В сезоне 1998/99, перестав попадать в сборную Австрии, выступала за Гренаду. Завершила спортивную карьеру в 1999 году, использовала лыжи производства фирмы Rossignol.

## Победы на этапах Кубка мира (3)
| № | Сезон   | Дата            | Место       | Дисциплина |
| - | ------- | --------------- | ----------- | ---------- |
| 1 | 1995/96 | 18 ноября 1995  | Вэйл        | Слалом     |
| 2 | 1995/96 | 17 декабря 1995 | Санкт-Антон | Слалом (2) |
| 3 | 1995/96 | 30 декабря 1995 | Земмеринг   | Слалом (3) |